# Skythrenchelys
Skythrenchelys är ett släkte av fiskar. Skythrenchelys ingår i familjen Ophichthidae.
Kladogram enligt Catalogue of Life:
| Skythrenchelys | \| \| Skythrenchelys lentiginosa \| \| \| \| \| \| Skythrenchelys zabra \| \| \| \| |
|                | \| \| Skythrenchelys lentiginosa \| \| \| \| \| \| Skythrenchelys zabra \| \| \| \| |
|                | Skythrenchelys lentiginosa                                                          |
|                |                                                                                     |
|                | Skythrenchelys zabra                                                                |
|                |                                                                                     |